# اندیس فسخورد ۲
فسخورد ۲ یک اندیس غیرفلزی است که در حوالی شهر صح استان اصفهان قرار دارد و مادهٔ معدنی موجود در آن، باریت است.  